# Таль Александер
Таль Ейтан Александер (івр. טל אלכסנדר; 2 листопада 1963 — 9 травня 2018) — ізраїльський астрофізик, професор Науково-дослідного інституту Вейцмана, найбільше відомий своїм внеском у дослідження чорної діри Стрілець A* в центрі нашої Галактики і, зокрема, передбаченням можливості її застосування для перевірки загальної теорії відносності. У 2007 році він був нагороджений премією Кріля.

## Біографія
Таль Александер народився в Реховоті в 1963 році в родині Сіми та Ґідеона, коли його батько працював старшим науковим співробітником Науково-дослідного інституту Вейцмана. Коли йому було чотири роки, його батька призначили професором фізики високих енергій в Тель-Авівському університеті, і сім'я переїхала до Тель-Авіва. У віці 18 років він записався в Збройні сили Ізраїлю, прослужив п'ять років у підрозділі 8200 і був звільнений у званні капітана. Після звільнення з армії навчався на бакалавра фізики та математики в Єврейському університеті в Єрусалимі й у 1989 році отримав диплом з відзнакою. Після цього він переїхав до Тель-Авівського університету та навчався в аспірантурі під керівництвом професора Хаґая Нецера. Його докторська дисертація досліджувала роль зір у створенні широких ліній випромінювання в активних ядрах галактик. Під час навчання в аспірантурі Таль Александер також брав участь у кількох спостережних дослідженнях. Спостережні роботи привели його до розробки ZDCF, методу для вимірювання різниць у часі між нерівномірними часовими рядами.
У 1997 році він продовжив дослідження трансформації активних галактичних ядер у рамках короткої постдокторантури в Інституті Макса Планка в Мюнхені, Німеччина. Там він започаткував тривалу співпрацю з професором Райнгардом Ґенцелем. У 1998-2000 роках він працював в Інституті передових досліджень у Принстоні, штат Нью-Джерсі, а потім продовжив подальше навчання в аспірантурі в Інституті космічного телескопа в Балтиморі, штаті Меріленд.
У 2001 році Александер отримав посаду старшого наукового співробітника Науково-дослідного інституту Вейцмана, а згодом, у 2008 році, здобув звання доцента. У 2012 році його призначили завідувачем відділу фізики елементарних частинок і астрофізики в інституті, і він обіймав цю посаду, поки в 2017 році йому не діагностували рак, від якого він і помер в травні 2018 року. У нього залишилася вдова (адвокат Нава Пінчук-Александер) та двоє дітей.

## Наукові дослідження

### ZDCF
Наприкінці своєї аспірантури Александер спробував перевірити, чи корелює мінливість активних ядер галактик з іншими їхніми властивостями. Завдання вимагало розробки нового методу розрахунку взаємної кореляції нерівномірно відібраних часових рядів, на відміну від подібних задач в електротехніці, де вибірка рівномірна. З цією проблемою стикаються багато астрономів. Александер розробив алгоритм ZDCF (Z-Transformed Discrete Correlation Function, Z-перетворена дискретна кореляційна функція), який дозволив подолати деякі обчислювальні проблеми. Цей метод досі популярний серед астрономів.

### Зоря S2
У 2002 році Александер брав участь у відкритті групою Райнгарда Ґенцеля зорі S2, яка обертається навколо чорної діри Стрілець A* в центрі нашої Галактики. Це відкриття стало важливим кроком у дослідженні орбіт зір навколо надмасивної чорної діри, бо S2 мала набагато менший період обертання навколо чорної діри, ніж всі інші відомі на той час зорі. Дослідження її орбіти дозволило дослідити процеси навколо чорних дір, а також точно виміряти масу чорної діри та відстань до центру галактики.

### Релятивістські ефекти
У 2006 році Таль Александер і Шай Цукер і у співпраці з групою Ґенцеля в Німеччині вивчали вплив загальної теорії відносності на орбіти зір, що обертаються навколо чорної діри. Вони дослідили питання про те, чи можна таким чином перевірити загальну теорію відносності. Команда показала, що під час проходження зорі S2 у найближчій точці до чорної діри (перицентрі) можна було б виміряти відхилення від траєкторії, очікуваної згідно з класичною фізикою, тестуючи таким чином загальну теорію відносності. Наступний транзит S2 через перицентр відбувся в травні 2018 року, приблизно через тиждень після смерті Александера. Група Ґенцеля виміряла це відхилення за допомогою GRAVITY - нового приладу, який вони розробили в попередні роки в основному для цієї цілі. Результати з вражаючою точністю підтвердили передбачення 2006 року. Цей результат став одним з тих відкриттів, за які Ґенцель пізніше отримав Нобелівську премію.

## Посади та звання
- 1989 — ступінь бакалавра фізики та математики, Єврейський університет в Єрусалимі
- 1997 — доктор астрофізики, Тель-Авівський університет
- 1997 — постдокторант, Інститут Макса Планка, Мюнхені, Німеччина
- 1998 — член Інституту перспективних досліджень, Принстон, Нью-Джерсі
- 2000 — докторант, Інститут космічного телескопа, Балтимор, Меріленд
- 2001 — старший науковий співробітник Науково-дослідного інституту Вейцмана
- 2008 — доцент Науково-дослідного інституту Вейцмана
- 2012 — керівник відділу фізики елементарних частинок та астрофізики Науково-дослідного інституту Вейцмана

## Визнання
- 2007 — премія Крілла за видатні досягнення в наукових дослідженнях[8]
- 2007 — грант ERC для молодих дослідників
- 2018 — група Райнгарда Ґенцеля присвятила статтю про відкриття релятивістських ефектів пам'яті Таля Александра
- 2019 — у квітні 2019 року в Тель-Авівському університеті відбувся науковий семінар пам'яті Таля Александера[9]
- 2019 — у серпні 2019 року в Іспанії відбувся науковий семінар з гравітаційних хвиль і центру галактики, присвячений пам'яті Таля Александера[10]